# Harry Houdini
Harry Houdini (Budapest, Imperio austrohúngaro; 24 de marzo de 1874-Detroit, Míchigan; 31 de octubre de 1926), de nombre verdadero Erik Weisz (cambiado después por Erich Weiss al emigrar a Estados Unidos), fue un ilusionista y escapista húngaro nacionalizado estadounidense.
Primero llamó la atención en el ámbito del vaudeville en los Estados Unidos y luego como Harry "Handcuff" Houdini, en una gira por Europa, donde desafió a las fuerzas policiales a mantenerlo en prisión. Pronto amplió su repertorio para incluir cadenas, cuerdas colgando de rascacielos, camisas de fuerza bajo el agua y tener que escapar y contener la respiración dentro de una lata de leche sellada con agua.

## Biografía

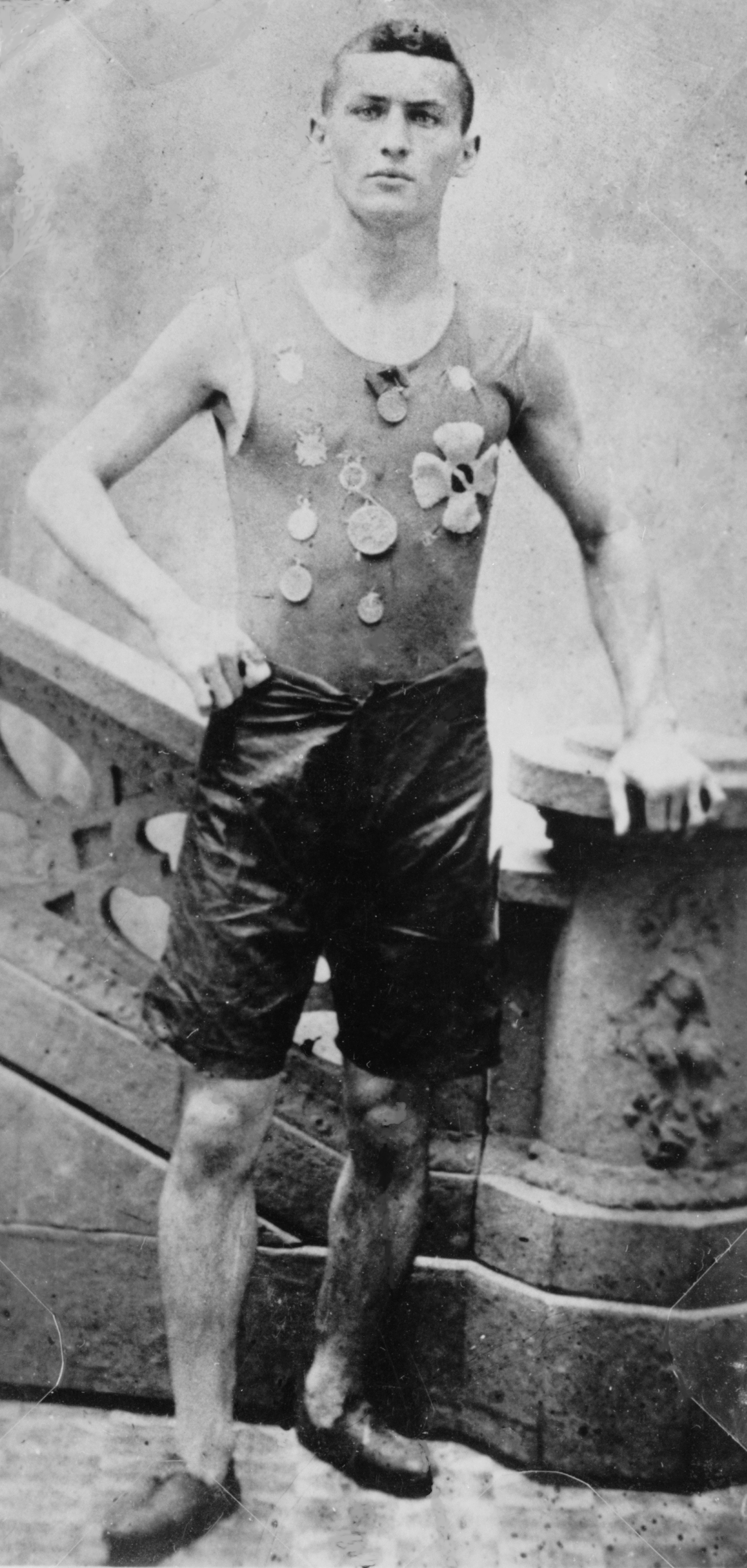
Erich Weiss, cuando todavía no era Houdini, muestra sus medallas ganadas como atleta.

Harry Houdini nació el 24 de marzo de 1874 en Budapest, entonces parte del Imperio austrohúngaro, con el nombre de Erik Weisz. Era hijo del rabino Mayer Sámuel Weisz (1829-1892) y Cecília Steiner (1841-1913) y tenía cinco hermanos (Herman M., Nathan J., Gottfried William, Theodore y Leopold D.) y una hermana (Gladys Carrie). Su familia se trasladó a Appleton (Wisconsin, Estados Unidos) cuando él tenía cuatro años, debido a que su padre había sido designado rabino de una nueva congregación.
Para ayudar a su familia a superar las dificultades económicas, Erich empezó a trabajar desde muy pequeño. Cuando tenía ocho años, trabajó vendiendo periódicos y lustrando zapatos en las calles. Un día, su padre lo llevó a ver al Dr. Lynn, un mago viajero; al niño le llamó mucho la atención el arte de la actuación, y se interesó en este. Cuando tenía nueve años, Erich y sus amigos del barrio formaron un pequeño circo, donde él actuaría por primera vez ante un público el 28 de octubre de 1883 con el nombre de Erich, The Prince of the Air, actuando como contorsionista y trapecista.
Poco tiempo después, el jovencísimo artista se marchó de su hogar en busca de fortuna con circos y espectáculos ambulantes. Duró alrededor de un año fuera de casa, pero regresó cuando su familia se había trasladado a Nueva York, a la edad de trece años. Allí, el joven consiguió varios trabajos para ayudar a mantener a su familia. Utilizaba su tiempo libre para estudiar magia y competir en varias disciplinas atléticas, como la natación. En ese entonces, Erich consiguió un libro llamado The Memoirs of Robert-Houdin, Ambassador, Author, and Conjuror, Written by Himself; el libro narraba las memorias del mago Jean Eugène Robert-Houdin, a quien el joven de inmediato convirtió en su ídolo. Erich Weiss decidió utilizar desde entonces el apellido del mago, añadiéndole una i al final para indicar un parecido a Houdin.
Si bien empezó como trapecista en 1882, se dedicó finalmente a la magia. Aunque era profesional en todas las ramas de la magia, era conocido por sus escapismos imposibles, gracias a una gran resistencia física que adquirió con una fuerte preparación que consistía en correr y en una severa disciplina de natación; comenzó esta rutina física desde muy temprana edad, cuando ingresó en un club de atletismo, y continuó con ella hasta el final de sus días.
Adquirió asimismo una gran erudición en historia de la magia y llegó a acumular una formidable colección especializada en la materia, que posteriormente legó a la Biblioteca del Congreso de Washington. 
Al morir su madre, quedó tan afectado por quienes explotaban la credulidad de la gente diciendo poder contactar con los muertos que consagró su vida a desenmascarar a los médiums, reproduciendo y denunciando sus trucos, publicando artículos en revistas sobre sus trucos y la psicología del engaño.
Concebía la magia como un espectáculo en sí mismo y demostró gran habilidad para liberarse del interior de cajas fuertes arrojadas al mar, de camisas de fuerza colgado boca abajo de rascacielos, y de toda suerte de esposas, cuerdas, baúles cerrados con candados y cadenas de cualquier tipo.
Antes de morir, preparó una prueba definitiva contra su tan aborrecido espiritismo. Creó un código que comunicaría a su mujer si le era posible en el plazo de diez años tras su muerte. Se dice que ningún médium consiguió comunicarle el código correcto.

## Origen

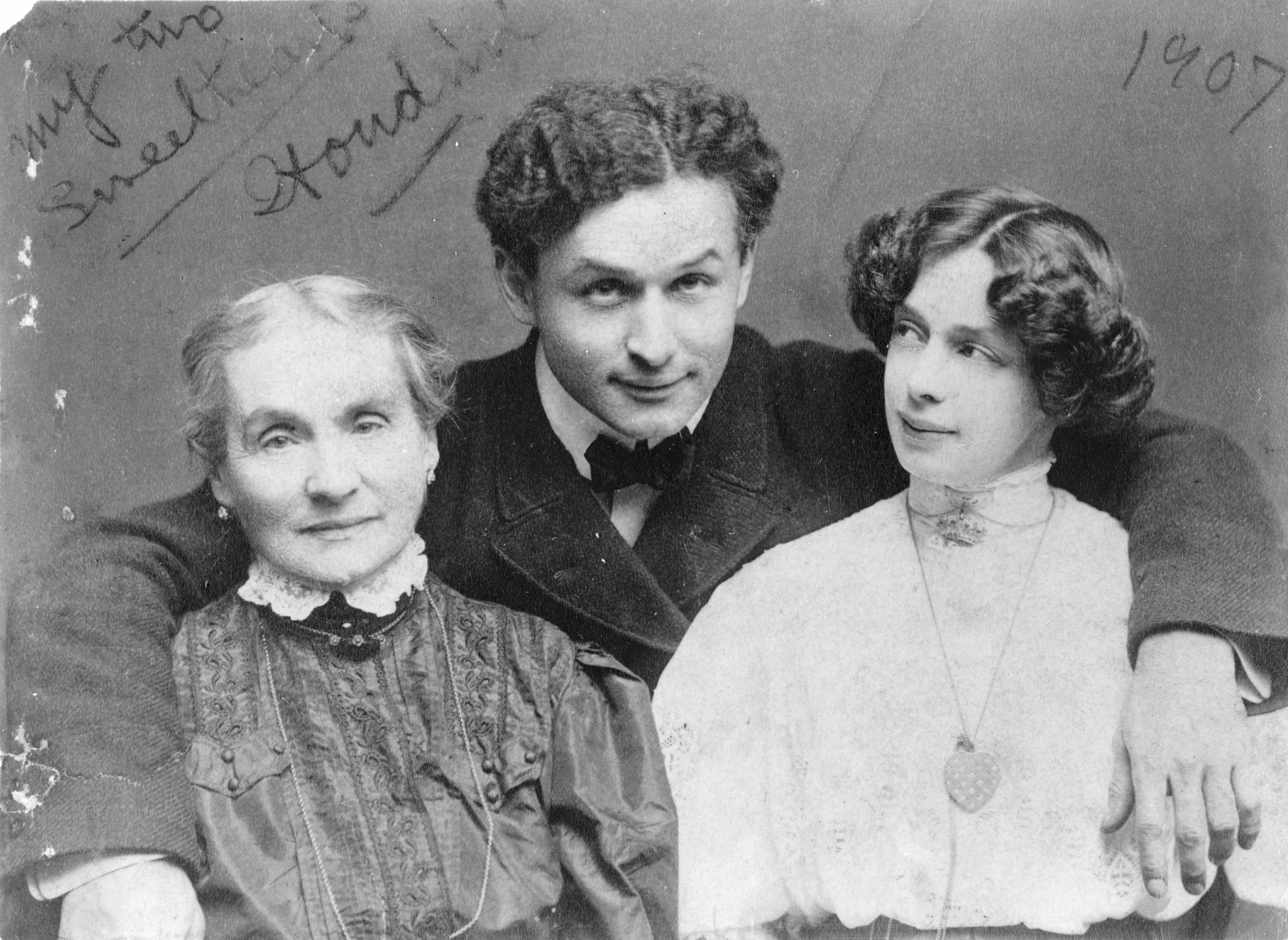
Houdini con su madre y su esposa (circa 1907).

Su familia emigró a Estados Unidos, donde se nacionalizaría poco después, cuando sólo tenía cuatro años. Allí se registraron con el apellido Weiss, que era más común (y con menos connotación judía que su apellido original Weisz, con 'z'). Vivieron en Appleton, Wisconsin, y posteriormente se mudarían a Nueva York. El pequeño Erich no tuvo una infancia fácil ni una educación formal, y las dificultades eran algo habitual en la familia. Hay quien dice que a los once años trabajó como aprendiz de cerrajero[¿quién?] y se sabe que pasó por algún circo como contorsionista, además de hacer de mensajero y hacer algún número en los espectáculos de extravagantes. Siempre tuvo un gran apego a su madre, algo que marcó su vida y que a veces llegaron a calificar en cierto modo de «enfermizo». Uno de sus cuatro hermanos, Hardeen, le ayudaría intermitentemente en sus primeras presentaciones de magia a los quince años. Leyó y aprendió todo lo que pudo al respecto; de hecho, el nombre artístico que tomó fue un homenaje al mítico Robert-Houdin, considerado el «padre de la magia moderna».
Aunque comenzó su carrera como mago chistoso haciendo juegos de cartas y otros efectos, pronto comenzó a considerar practicar el escapismo. En aquella época algunos espiritistas invocaban a fantasmas mientras permanecían atados, para evitar sospechas de fraude. Houdini comprendió que se liberaban secretamente para manipular la escena con efectos mágicos, que aseguraban eran reales. Houdini decidió que tal vez «escaparse» podía ser un número en sí mismo.

## Efectos (trucos)

### Metamorfosis
Uno de los escapes clásicos que se asocian con Houdini es 'la metamorfosis', que tanto en la época como en el futuro inspiraría múltiples variantes. El ilusionista era atado e introducido dentro de un saco, y a su vez dentro de un baúl, y luego todo ello era atado y sujeto con candados. Entonces su ayudante subía encima del baúl, levantaba una cortina y al instante siguiente la cortina bajaba mostrando a un Houdini liberado en el lugar que ocupaba la ayudante.
Entonces se abría el baúl y se desataban todas las cuerdas del saco para mostrar a la asistente dentro de la caja: ambos se habían intercambiado o metamorfoseado con el mejor arte de la magia. Este número sigue siendo espectacular hoy en día cuando se ejecuta con destreza y habilidad. Se cree que Houdini ejecutó este número más de diez mil veces en toda su carrera.
La ayudante de Houdini en Metamorfosis solía ser  Bess Houdini (de soltera Beatrice Rahner, 1876-1943), con quien se casó en 1894. Bess comenzó a trabajar con él haciendo trucos ella misma y ayudándolo como asistente bajo el nombre de The Houdinis. Ella lo acompañaría durante el resto de su vida y a lo largo de su carrera y ambos continuaron realizando ocasionalmente su truco estrella.

### Esposas

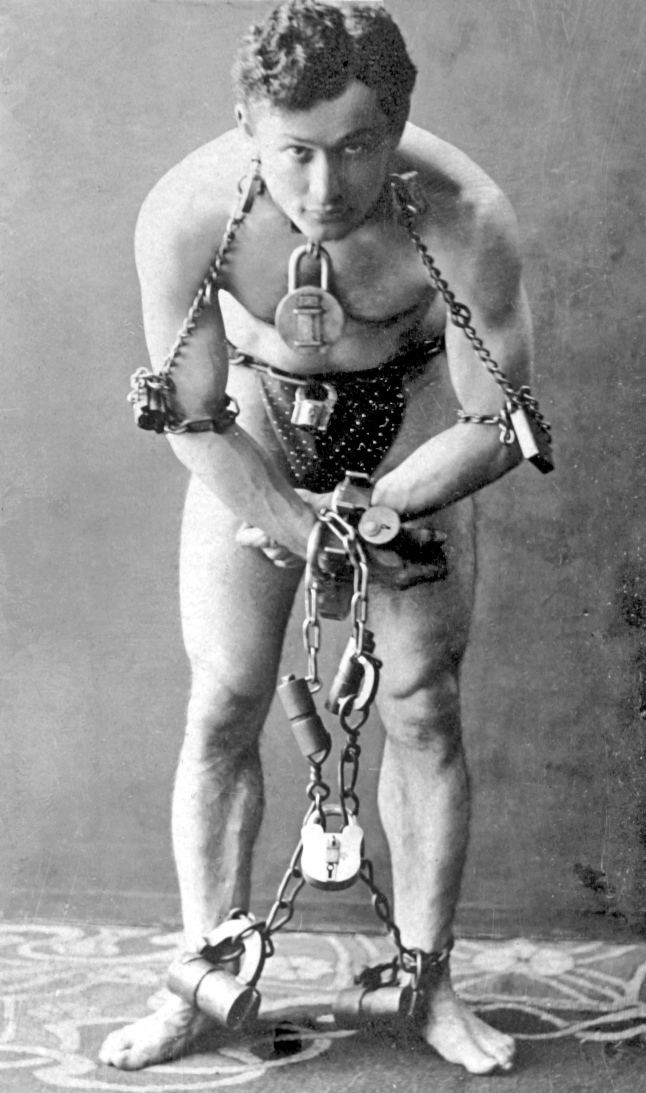
Harry Houdini en 1899.

Las habilidades de Houdini para liberarse de ataduras con cuerdas, cadenas con candados y otras situaciones complicadas encantaban al público. Hizo un largo viaje por Europa, de cuatro años, cosechando grandes éxitos y aumentando así su propia leyenda (también se dijo que pudo haber aprovechado para ser espía, enterándose de secretos rusos y alemanes). De esa época le viene el sobrenombre de «rey de las esposas», que utilizaría durante largo tiempo.
Lo que solía hacer Houdini era presentarse en una ciudad ante el jefe de la policía local, o en la prisión, junto a un grupo de periodistas. Proponía su reto, que era publicado en los periódicos y comentado en la ciudad. Luego el mago era encerrado, atado o encadenado. Cuando conseguía liberarse, su hazaña obtenía nueva promoción en la prensa. En cierto modo fue un precursor de la autopromoción o publicidad: aumentaba y mejoraba la imagen y percepción de sus hazañas tanto antes como después de haberlas realizado, alcanzando cotas cada vez más altas.
A veces ofrecía ser examinado desnudo y que probaran en él nuevos candados, grilletes, esposas o dispositivos fabricados por la gente del lugar. Marineros, fabricantes de cuerdas, sacos y todo tipo de materiales intentaron retenerle sin éxito. Uno de los más graves accidentes que sufrió, que casi le costó la vida, fue al intentar escapar de un gran bidón de cerveza.
Se suele considerar a Houdini el mejor escapista de todos los tiempos y también precursor de muchas de las hazañas y retos de este tipo. Escapó de cuerdas, cadenas, camisas de fuerza, todo tipo de esposas, barriles, cajas, baúles, bidones, bolsas, sacos, ataúdes, jaulas y habitaciones cerradas. También se dice que escapó de «un monstruo marino», probablemente un calamar gigante o ballena, de cuyas tripas consiguió salir airoso. El público que lo veía deseaba a la vez que triunfara y que fallara; la sensación de peligro inminente era poderosa en cada uno de sus números.
Un hermano de Houdini le explicó que la gente parecía emocionarse más cuando la hazaña se hacía a la vista del público. Con esa premisa algunos de sus escapes que se convirtieron en clásicos, como el de la camisa de fuerza (para el que se inspiró en un manicomio), los realizaba a la vista de todos; otros los hacía en secreto tras una discreta cortina, donde sus ayudantes no podían entrar, pero tampoco nadie del público podía ver sus técnicas secretas. En algunos tardaba unos pocos minutos; en los más complejos llegó a tardar más de una hora.

## Técnica
Aunque sus secretos permanecieron bien guardados, se cree por los libros que publicó, lo que persistió de su colección personal de trucos y los análisis de los estudiosos, que en general realizaba sus proezas sin ayuda de personas allegadas a él, principalmente ocultando ganzúas, llaves y otras herramientas en los orificios de su cuerpo, por ejemplo tragándose las llaves y regurgitándolas.

### Entrenamiento

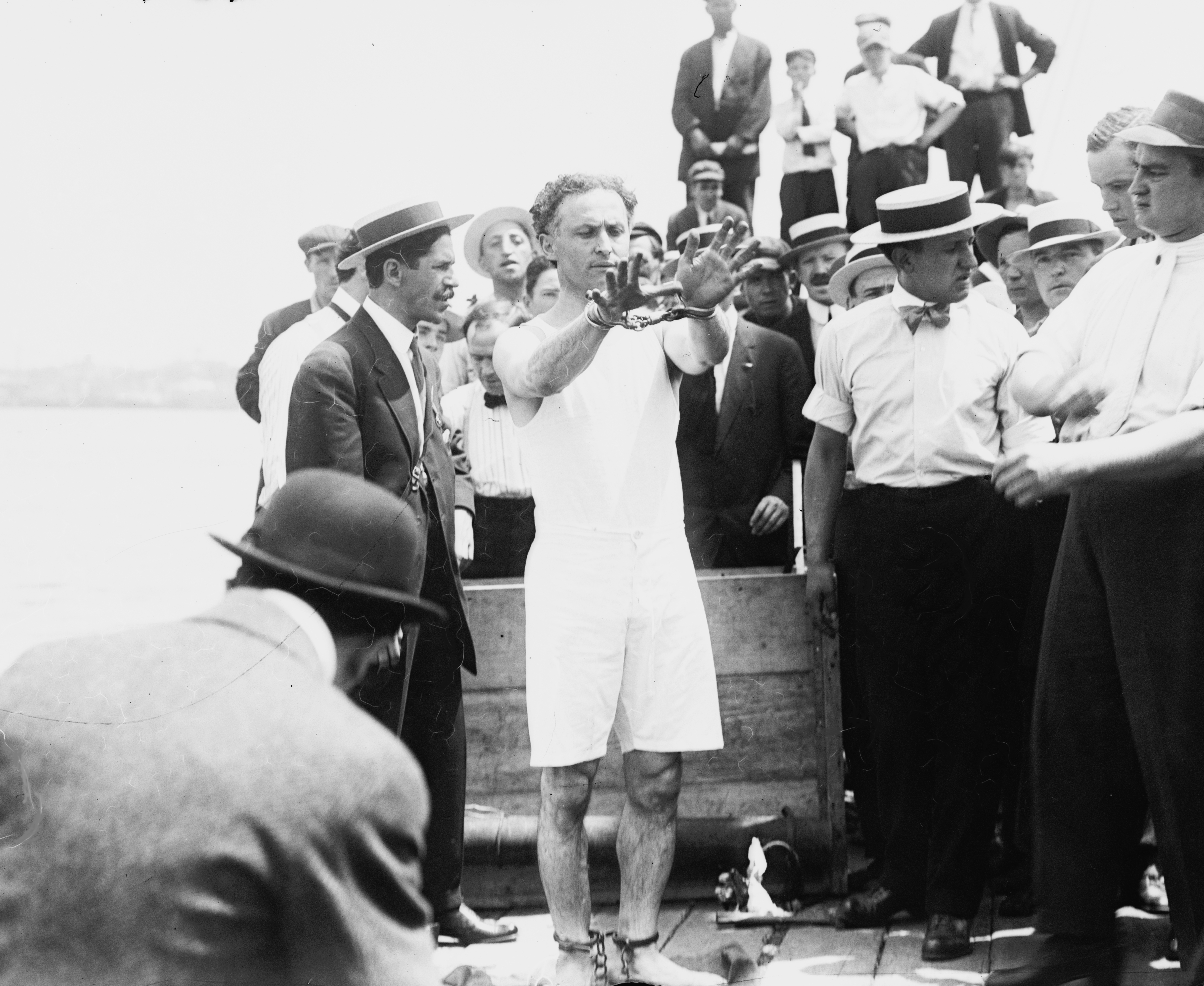
Houdini preparándose para uno de sus trucos de escapismo.

Houdini pronto comenzó a inventar nuevos retos como parte de su espectáculo en teatros, en su afán por conseguir lo imposible y causar más sensación. Uno de ellos fue el Bidón de leche, un angosto bidón relleno de agua en el que era sumergido completamente y del que escapaba tras unas cortinas, fuera de la vista del público. Se dice que pedía a la gente contener la respiración tanto como él mientras intentaba escapar (algo que nadie conseguía) a la par que un gran reloj mostraba el paso de los minutos. La realidad era que solía escapar al poco de entrar; a veces se sentaba durante un rato a leer el periódico mientras la orquesta tocaba música para imprimirle mayor emoción al número. Entonces levantaban la cortina y aparecía Houdini, culminando el número.
Tanto para este como para otros números Houdini hizo algo que es común en muchos escapistas y especialistas en retos y proezas físicas: entrenar hasta el límite. En sus biografías se cuenta que cada día se sumergía en una bañera de agua llena de bloques de hielo. Con la práctica llegó a ser capaz de permanecer hasta tres minutos sin respirar. Eso le permitiría enfrentarse a muchos de los retos mejor preparado que cualquier persona e incluso que algunos atletas. En general no se considera que esas hazañas sean «trucos» como tales, sino simplemente el resultado de una fuerza física, habilidad y técnica en cierto modo «sobrehumanas».
Hay quien dice[¿quién?] que una obsesión de Houdini era la muerte. A partir de cierto momento en su carrera casi todos sus retos supusieron un enfrentamiento directo con un riesgo mortífero, un peligro de muerte real que cautivaba al público, tanto que algunos abandonaban la sala antes de que terminara el espectáculo. Curiosamente Houdini había tenido un accidente en un río siendo pequeño, con siete años, y estuvo a punto de perecer ahogado. Es interesante que muchos de sus retos tengan como protagonista precisamente la inmersión en agua (bidones, acuarios, ríos) en los que siempre acababa burlando a la muerte.
Otro de sus números más grandiosos fue la Cámara de Tortura China (1912), un enorme «acuario» donde era sumergido, colgado boca abajo por los pies, y de donde escapaba al cabo de unos interminables minutos. Lo último que veían los espectadores, antes de que una cortina lo tapara, era la aterrada cara de Houdini, sumergido, golpeando el cristal.
La Cámara de Tortura China era muy parecida a la que aparece en la película, ambientada en la época, El truco final (The Prestige). Es interesante que aunque en al menos dos largometrajes sobre Houdini el personaje muere ejecutando ese acto, cuando en realidad el maestro de los escapistas siempre consiguió superarlo, si bien a veces con lesiones, como alguna fractura de tobillo. Dos ayudantes blandiendo hachas añadían un poco de dramatismo al momento, estando preparados junto a la celda de agua para actuar y liberarlo en caso de problemas.

## Protección legal de las invenciones
Este número[¿cuál?] fue el primero que inventó y que registró con un derecho de autor. En aquella época los magos empezaban a buscar formas legales de impedir que otros magos copiaran sus números, pues había gran rivalidad entre ellos. Houdini había pasado cinco años trabajando en su Cámara; se consideraba un innovador y odiaba a los imitadores. Cuando uno de sus números era copiado o revendido (como pasó con el Bidón de leche) lo denunciaba ante los tribunales. También disfrutaba yendo a las exhibiciones de los rivales imitadores para exponer sus trucos ante el público y dejarlos en ridículo. No deja de ser curioso que uno de sus números más famosos, la metamorfosis, fuera en realidad original de John Nevil Maskelyne.
Alcanzada la fama de estrella internacional, Houdini fue mejorando sus números y complicándolos cada vez más, promocionándolos como muestra de coraje y valor: se tiraba atado desde puentes, era sumergido en cajas cerradas y siempre emergía victorioso de las heladas aguas. Su madre siempre asistió a sus más arriesgadas proezas. Cuando ella murió, su pérdida fue para Houdini un golpe duro.

## Madurez y otros intereses

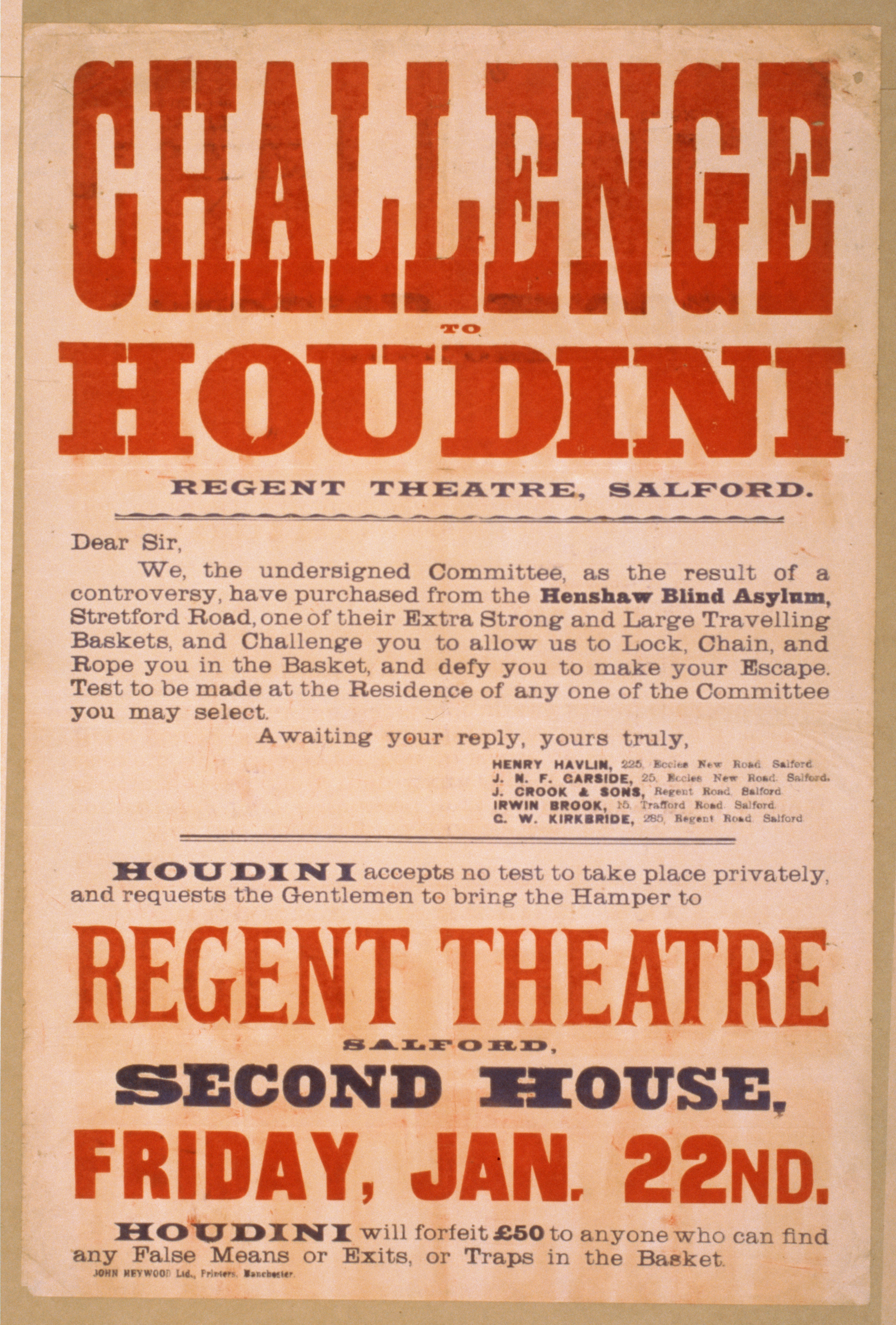
Cartel anunciador de una actuación de Houdini.

A medida que pasaban los años, el físico de Houdini no era el mismo que en su juventud, de modo que tuvo que abandonar algunas de sus proezas. Una de las últimas que popularizó, y que a más gente congregaba en las ciudades, era escapar de una camisa de fuerza suspendido boca abajo, colgado de una cuerda, de una altísima grúa. Lo hizo en Times Square en Nueva York, Washington D. C. y en muchas otras ciudades. Pero la tarea era agotadora y Houdini solía acabar dolorido, por lo que comenzó a buscar otras salidas artísticas.
Con el tiempo montó un espectáculo propio en Broadway, que promocionaba con números como la desaparición en el escenario de un elefante. También empezó a dedicar su tiempo a otras aficiones: quiso ser recordado como uno de los pioneros de la aviación (que estaba naciendo en aquella época) y en 1910 fue la primera persona en volar en el cielo australiano.

## Otras aficiones

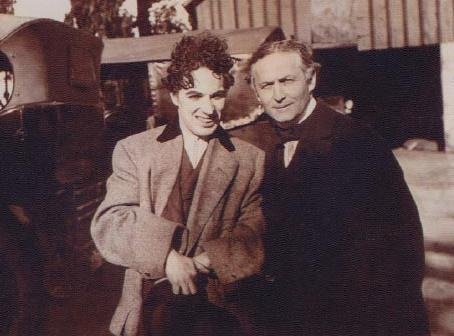
Harry Houdini con Charles Chaplin en 1919.

Houdini también rodó varias películas de acción como protagonista, pero como actor del celuloide no era gran cosa.[¿según quién?] Esas cintas, que se han podido recuperar, son buenos documentos gráficos sobre sus escapatorias, aunque la gente[¿quién?] las consideraba a veces «trucos de cámara» y no eran tan efectistas como en directo. También probó suerte como empresario en la industria del cine, algo que con el tiempo abandonaría. Escribió algunos libros para el círculo mágico, describiendo su trabajo, y completó una vasta biblioteca personal con libros sobre magia de todas las épocas. Houdini puede ser considerado un escéptico, ya que en uno de sus libros mostró y describió las técnicas y procedimientos que utilizaba un joven psíquico español llamado Joaquín María Argamasilla, que afirmaba poder leer textos a través de unas vendas.

### Espiritismo

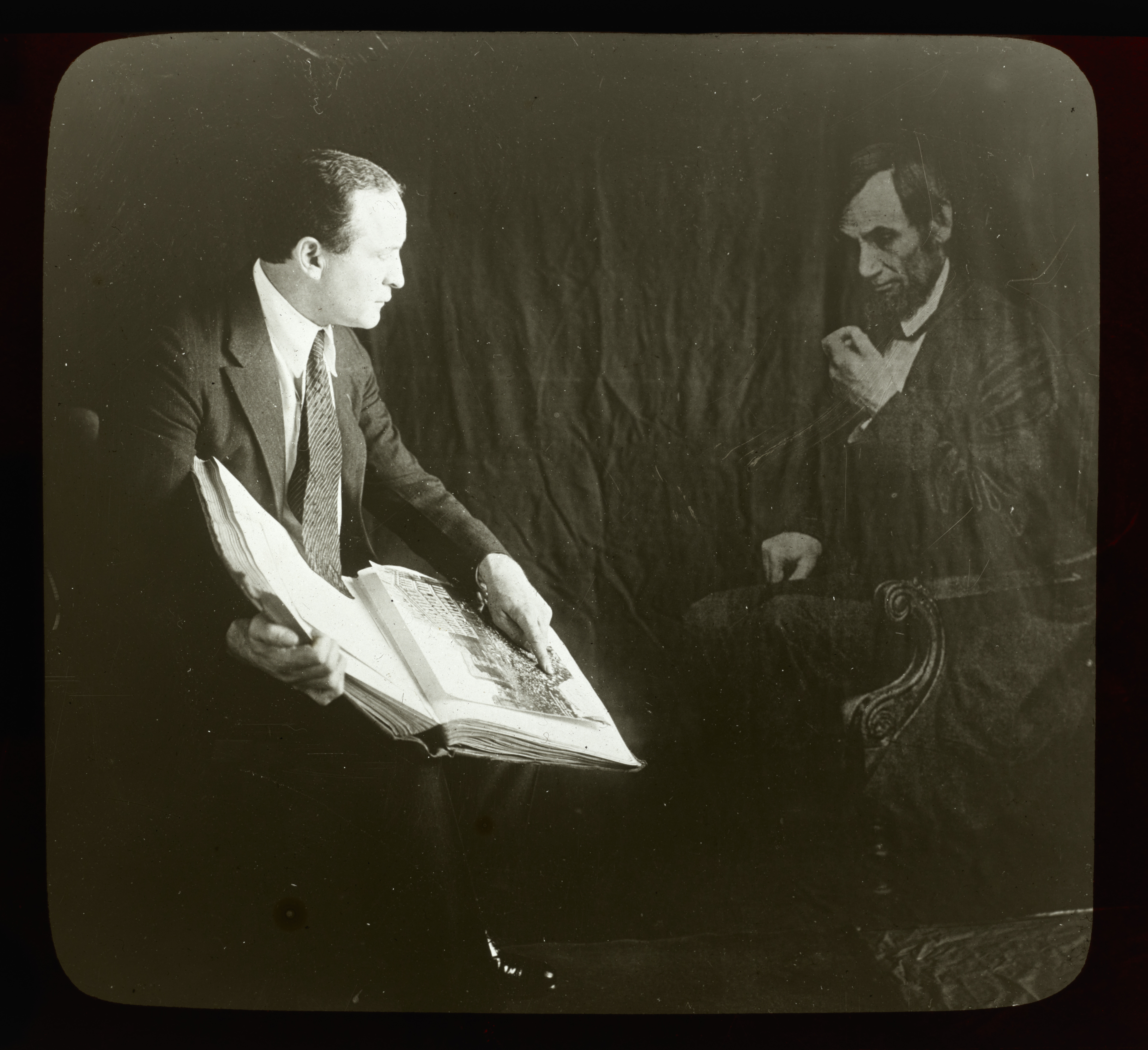
Harry Houdini y el fantasma de Abraham Lincoln, una demostración de cómo podían manipularse fotos para mostrar supuestas "fotografías de espíritus".

La última parte de su carrera la dedicó a una faceta muy especial: ser el azote de los espiritistas. Los millones de muertos de la Primera Guerra Mundial, así como los avances en las ciencias, la electricidad y el cambio de siglo habían producido un resurgimiento de lo paranormal: eran cuestiones poco entendidas todavía, pero misteriosas y fascinantes para el gran público, que había perdido recientemente a muchos de sus seres queridos. En salones de espectáculos, médiums y espiritistas hacían su negocio «contactando» con el más allá en sesiones espiritistas.
Houdini nunca había creído en el espiritismo y se mostró especialmente irritado cuando una médium intentó contactar con el espíritu de su querida madre, fallecida años antes. Cuando la médium transcribió el «mensaje literal» que había recibido, Houdini reveló que difícilmente podía ser en verdad su madre: el mensaje estaba en inglés, mientras que su madre solamente hablaba una mezcla de alemán, húngaro y yidis; una cruz encabezaba el mensaje, pero su familia era judía. Indignado, juró entonces convertirse en un cruzado contra el espiritismo.
Obviamente médiums y espiritistas usan trucos que difícilmente escaparían al escrutinio de un mago. Armado con sus conocimientos, y a veces con disfraces, se presentaba en reuniones para desenmascarar a los fraudes. Publicó artículos en la revista Scientific American, declaró contra el espiritismo ante el Congreso y dejó en ridículo a los creyentes de lo paranormal. Ofreció premios a quien demostrara tener auténticas habilidades sobrenaturales, pero nunca fueron otorgados a nadie, pues sus engaños siempre eran descubiertos por el mago.

### Houdini y Sir Arthur Conan Doyle
De aquella época data su amistad y posterior enfrentamiento con Sir Arthur Conan Doyle, el creador de Sherlock Holmes. Cuando se conocieron entablaron una entrañable amistad, pero sus creencias pronto se vieron enfrentadas: Conan Doyle era un creyente del mundo espiritual y paranormal, mientras que Houdini se erigió en cruzado contra todo ello. El escritor llegó a estar convencido de que las habilidades de Houdini eran genuinas, realmente paranormales, y no meros trucos. Como tantos otros, creía que Houdini era capaz de desmaterializarse, a pesar de haber visto cómo el mago desenmascaraba los burdos montajes de los espiritistas como parte de sus espectáculos o le explicaba en persona algunas de sus técnicas de magia y escapismo. Esta enemistad se acrecentó tras desenmascarar una actuación de la esposa de Doyle, que era una conocida médium de la época.[cita requerida]

### Houdini y la aviación
Aunque era un gran mago, su afición por las aeronaves se conoció cuando hizo su único viaje a Australia; zarparon desde Marsella (Francia) hasta Melbourne, y el avión utilizado fue un Voissin. Doce semanas después de partir llegaron a su destino, Australia; Houdini quería alcanzar la hazaña de ser la primera persona en volar en cielos australianos apenas el avión fuera armado al bajar del barco, pero por problemas técnicos el mecánico personal de Houdini tuvo que aplazar la hazaña hasta que las reparaciones fueran completadas. Pasarían dos semanas hasta que el mecánico de Houdini le diera la autorización para intentar el vuelo. El 16 de marzo de 1910 todo estaba listo, habían asistido fotógrafos para presenciar y dar fe de que aquel hecho histórico. Houdini estaba impaciente, se subió al asiento trasero del avión y se preparó, el mecánico dio un fuerte giro a la hélice, el motor rugió, y comenzó su recorrido por la pista y por fin se elevó, describió un gran círculo en el aire y regresó a tierra para realizar un aterrizaje perfecto. Houdini lo había conseguido, era el primer hombre que volaba el cielo australiano.
Houdini repitió la hazaña dos veces más, y la segunda de ellas rompió un récord: había permanecido en el aire siete minutos y medio, y lo había forzado a bajar una repentina corriente de aire.

## Fallecimiento

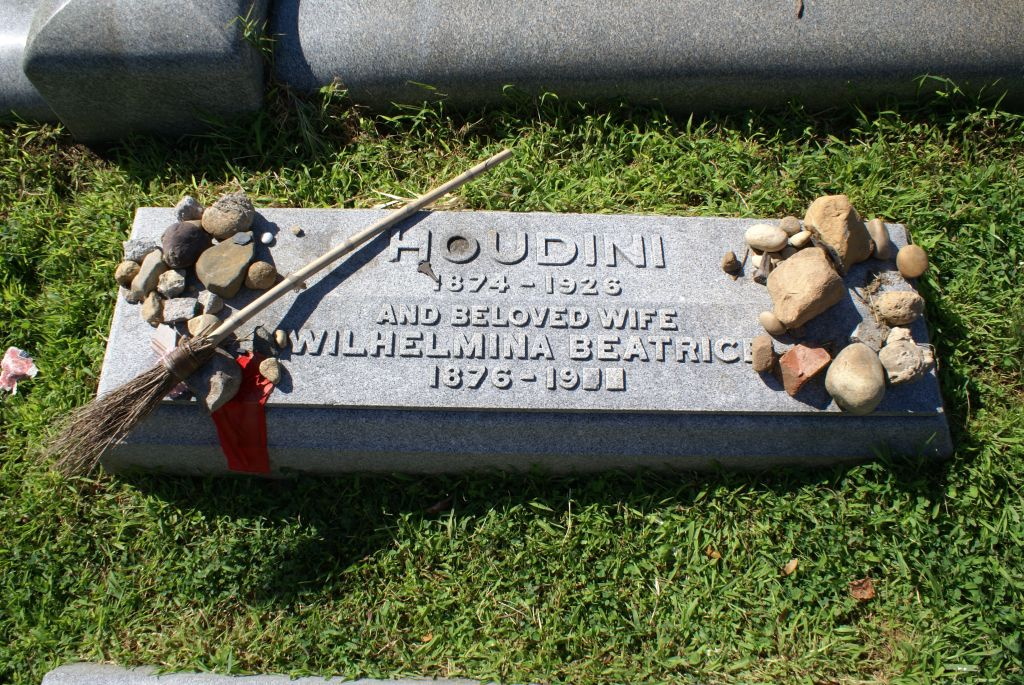
Tumba de Harry Houdini.

El final de la vida de Houdini se produjo en extrañas circunstancias. Ello, unido a su reciente lucha contra lo paranormal y un extraño reto que había planteado para después de su muerte, convirtieron el hecho de su muerte en algo tan interesante y misterioso como otros aspectos de su propia vida.
En octubre de 1926, en Montreal, Canadá, unos estudiantes universitarios se dirigieron a Houdini mientras descansaba tras haber terminado uno de sus espectáculos. Uno de ellos lo retó a recibir unos cuantos golpes en el abdomen, para comprobar si su resistencia física era tan legendaria como se decía. El mago aceptó sin miedo. Sin embargo, antes de que pudiera prepararse adecuadamente, recibió un primer puñetazo muy fuerte de alguien llamado Joselyn Gordon Whitehead, quien supuestamente podría ser una estrella de boxeo de la universidad y del que apenas se tienen datos; a este primer golpe siguieron varios más. El mito dice que, si bien Houdini aguantó el envite como un buen actor, estos golpes le generaron una rotura de apéndice que ya estaba inflamado, por lo que también se ha de aceptar la posibilidad de que simplemente recibiera los golpes y en los siguientes días su apendicitis se transformara en peritonitis.
Por su carácter, Houdini quiso seguir trabajando durante los días siguientes a pesar de padecer fuertes dolores y fiebre. Finalmente sufrió dos desmayos en una actuación al intentar escapar de la caña y fue hospitalizado. Tras varios días luchando contra la infección, pareció rendirse ante lo inevitable. Le dijo a su hermano Hardeen:

Estoy cansado de luchar. Creo que esta cosa me va a vencer.
Houdini

En la madrugada del 31 de octubre de 1926, Houdini fallecía a sus 52 años. Los médicos emitieron un informe en el que indicaban una peritonitis como causa de la muerte. Su apéndice vermiforme tal vez llevaba días inflamado antes del incidente con los estudiantes.
El entierro se realizó a los pocos días. Una multitud de dos mil personas acudió al evento, algo tan multitudinario como algunos de sus números callejeros.

## El código Houdini

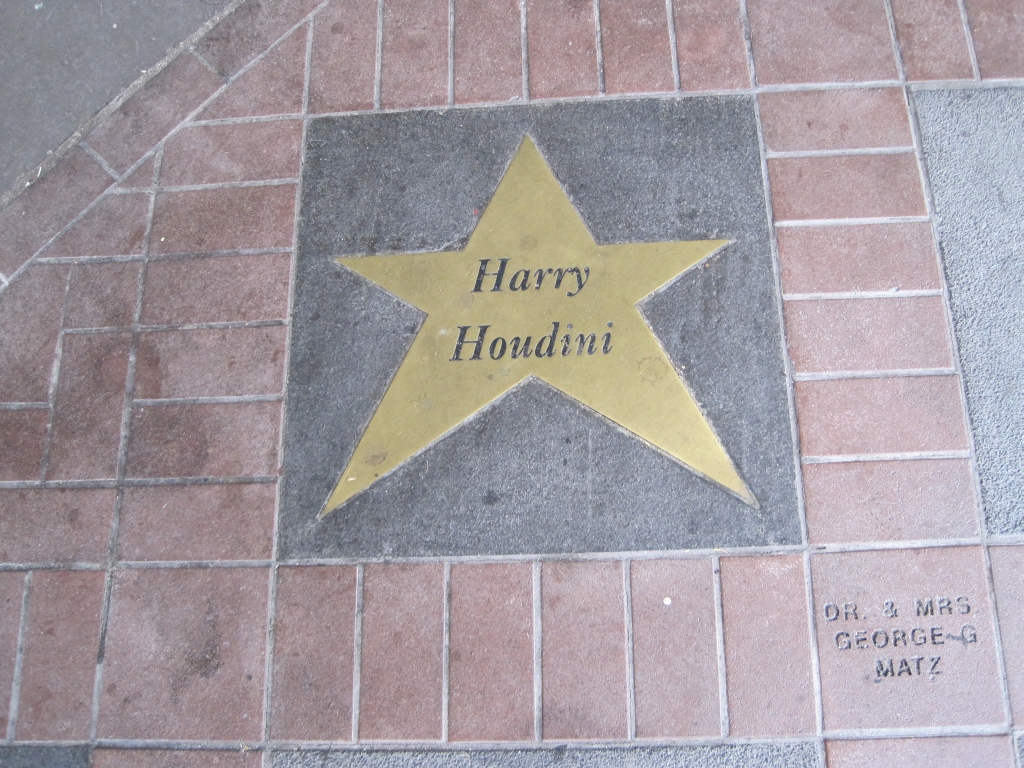
Estrella de celebridad de Harry Houdini en el Teatro Orpheum de Tennessee.

Tras muchos años luchando contra lo paranormal, el mago había diseñado un reto definitivo aprovechando su propia muerte. Ideó un código secreto que compartió con su mujer, consistente en diez palabras secretas (curiosamente, extraídas de una carta de Arthur Conan Doyle). Si alguna vez se contactaba a través de algún médium «desde el más allá» usaría esas palabras, de modo que Bess pudiera tener la certeza de que el contacto era genuino. Advirtió a su esposa de que si existía alguna forma de comunicarse desde el más allá, él sin duda lo haría.
Diversos espiritistas aseguraron haber entrado en contacto con el espíritu de Houdini, especialmente uno llamado Arthur Ford, aunque su mujer nunca recibió el código secreto. Llegaron a publicar historias falseando incluso el testimonio de Bess para hacer creer que había aceptado que el código había sido revelado, pero nunca fue así.
Al cabo de diez años, su mujer celebró una última sesión, sin éxito. Apagó entonces una vela que simbólicamente había mantenido encendida junto a la fotografía de Houdini. «Diez años son suficientes para esperar por cualquier hombre», dijo. Desde entonces, es tradición entre los magos celebrar sesiones en las que se invoca al espíritu de Houdini cada 31 de octubre.

## Películas, novelas y más

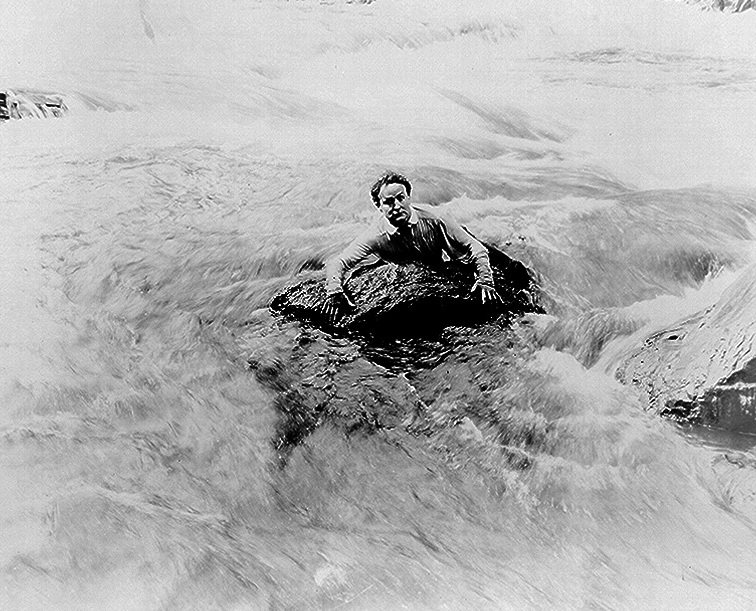
Houdini en las cataratas del Niágara en una escena de The Man From Beyond, una película de 1922.

En 1953 se realizó un film llamado El gran Houdini, protagonizado por Tony Curtis y Janet Leigh, y dirigido por George Marshall.
El 8 de octubre de 1976 se estrena El gran Harry Houdini, protagonizada por Paul Michael Glaser en el papel de Houdini y Sally Struthers en el papel de Bess. Fue una película realizada sólo para la TV estadounidense.
En 1987 Disney estrenaba El joven Harry Houdini, con Wil Wheaton. El filme narraba una versión acerca de lo que fue el año en que él huyó de casa cuando tenía doce años, y vinculaba su aprendizaje al contacto con un jefe indio que le enseña técnicas místicas para teletransportarse.
En 1999 Houdini fue interpretado por Norman Mailer en la película Cremaster 2 del Ciclo Cremaster, del artista y cineasta Matthew Barney. En esta, el mago realizaba una actuación en 1893 en la Exposición Mundial Colombina de Chicago.
En la película Kamchatka (2001), el hijo de Papá David Vicente (Ricardo Darín) se llama Harry en recuerdo del ilusionista.
En 2007 se estrenó la película El último gran mago, dirigida por Gillian Armstrong, que narra la llegada de Houdini a Edimburgo, donde ofrece una gran recompensa a la persona capaz de contactar con su madre recién fallecida. En esta película se toca el tema de la incredulidad de Houdini por el espiritismo. La historia la cuenta una niña, interpretada por Saoirse Ronan. El actor Guy Pearce encarna al mago, junto con Catherine Zeta-Jones y Timothy Spall completando el reparto principal. En este film no se reflejan los acontecimientos reales de su vida, sino que simplemente se basa en ésta.
En 2013 se publicó la novela El gran truco de Houdini, que refleja la amistad de Harry Houdini con el escritor Arthur Conan Doyle. El libro es la quinta entrega de la colección de literatura infantil Las aventuras de Alfred y Agatha, creada por la escritora madrileña Ana Campoy.
En septiembre de 2014 se estrena la miniserie Houdini. En esta ocasión el mago es interpretado por Adrien Brody, en una producción de History Channel. En esta se ve reflejada su vida personal y profesional, mostrando sus más significativos espectáculos a lo largo de su carrera, el gran apego a su madre y finalmente su persecución de los fraudes en el mundo del espiritismo.
En el capítulo 14 de la segunda temporada de la serie española El Ministerio del Tiempo, los personajes intentan contactar con Houdini, pues la acción se produce en Nueva York en los años 20, donde Amelia usa la frase "Rosabelle believe", que se supone que es la palabra que esperaba Houdini recibir del más allá. Se incluye una última escena donde se le permite a Houdini poder ver a su madre de joven viviendo en Hungría.
En el capítulo 11 de la primera temporada de Timeless Lucy pide ayuda a Houdini para salvar a sus amigos.
En 2016 se estrenó Houdini y Doyle, un drama sobrenatural inspirado en la amistad en la vida real entre el autor de Sherlock Holmes, Arthur Conan Doyle, y Houdini.
El famoso ilusionista estadounidense David Copperfield es un gran admirador de Houdini y alberga en un museo personal gran cantidad de objetos de este último.